# ملبا (آیداهو)
ملبا(به انگلیسی: Melba) شهری در شهرستان کانیون ایالت آیداهو است که جمعیت آن در سرشماری سال ۲۰۱۰ میلادی ۵۱۳ نفر بوده است.